# White Bird (filme)
White Bird (também comercializado com o subtítulo A Wonder Story; bra: Pássaro Branco - Uma História de Extraordinário; prt: Pássaro Branco - Uma História Extraordinária) é um filme americano de drama de guerra dirigido por Marc Forster e escrito por Mark Bomback, baseado no livro de 2019 de mesmo nome de RJ Palacio. Um spin-off / prequência do filme de 2017 Wonder, baseado no livro homônimo de 2012, o filme é estrelado por Ariella Glaser, Orlando Schwerdt, Bryce Gheisar, Gillian Anderson e Helen Mirren, com Gheisar reprisando seu papel como Julian de Wonder.
Após os eventos de Wonder, Julian deixou sua antiga escola para sempre. Ele é visitado por sua avó de Paris, que lhe conta histórias de sua infância como uma jovem judia na França ocupada pelos nazistas durante a Segunda Guerra Mundial, enquanto era escondida dos nazistas por um distante colega de classe e seus pais.

## Elenco
- Helen Mirren como Grandmère Sara
  - Ariella Glaser como jovem Sara
- Bryce Gheisar como Julian Albans
- Orlando Schwerdt como Julian I
- Gillian Anderson como Vivienne
- Jo Stone-Fewings

## Produção

### Filmagens
O filme iniciou a produção em fevereiro de 2021 na República Tcheca.

#### Galeria de locações

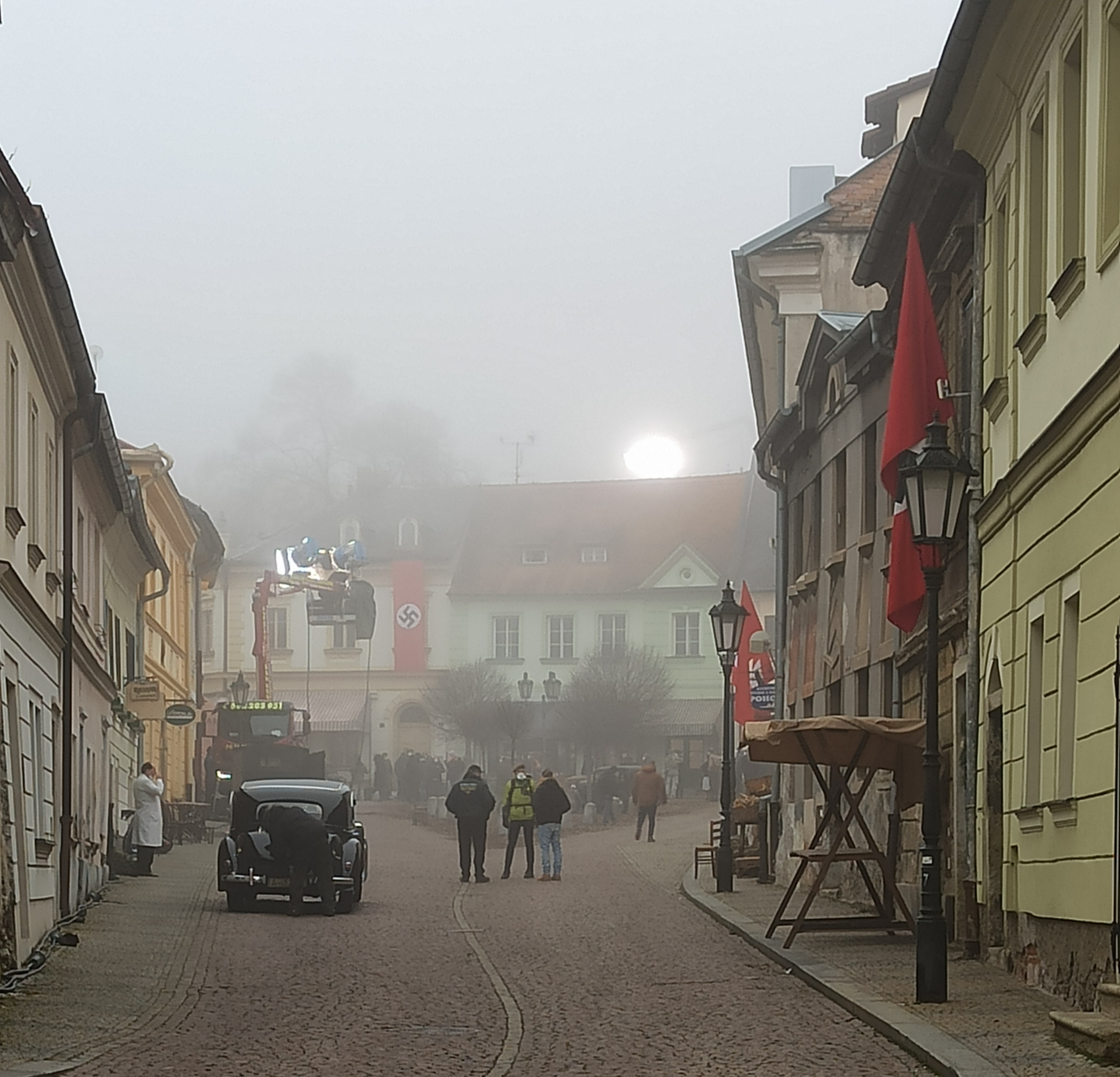
Praça Jungmannovo, Kutna Hora, República Tcheca serve como França da Segunda Guerra Mundial
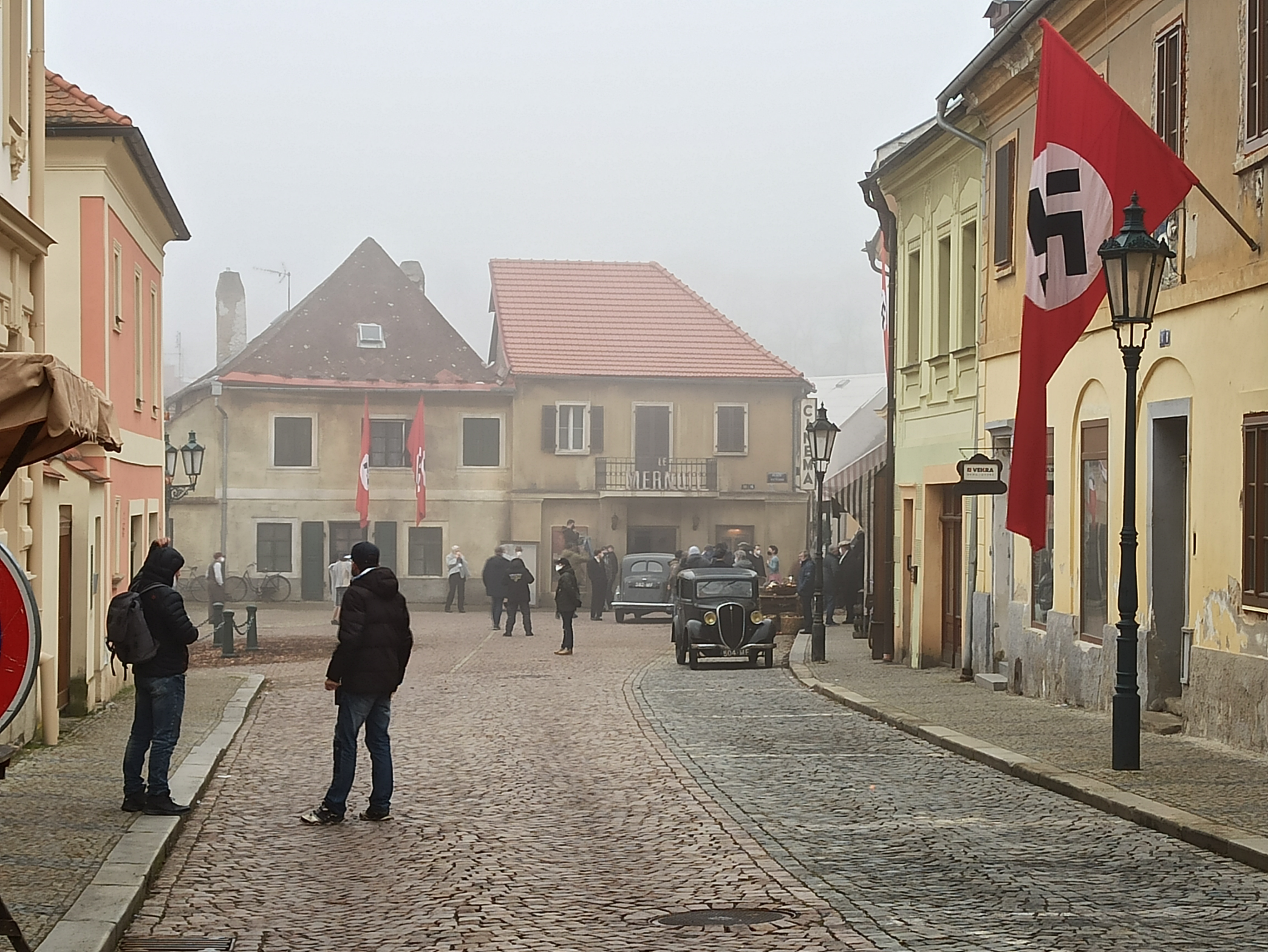
Praça Jungmannovo, Kutna Hora, República Tcheca serve como França da Segunda Guerra Mundial

## Lançamento
Foi inicialmente previsto para ser lançado em 16 de setembro de 2022, mas depois foi adiado para 14 de outubro de 2022. Em setembro de 2022, a Lionsgate removeu o filme de seu cronograma de lançamento. O filme, apresentado como uma "prévia", estreou no 43º Festival de Cinema Judaico de São Francisco em 30 de julho de 2023, com introdução gravada do produtor Lieberman.
Em janeiro de 2023, foi anunciado que White Bird estava programado para ter um lançamento limitado em 18 de agosto de 2023, seguido de um lançamento nacional em 25 de agosto de 2023. No entanto, em julho de 2023, como resultado da Greve da SAG-AFTRA de 2023, a Lionsgate adiou o lançamento para uma data não especificada no quarto trimestre de 2023. Em dezembro de 2023, a Lionsgate anunciou que o filme seria lançado em 4 de outubro de 2024.
O filme foi lançado na Itália, Croácia e Eslovênia em 4 de janeiro de 2024, em Portugal, em 18 de janeiro de 2024, e no Brasil, em 14 de novembro de 2024.